# 宜寧郡
宜寧郡（：／ Uiryeong gun */?），是大韓民國慶尚南道中部的一個郡，南界南江，東臨洛東江，兩河在郡的東南部匯流。面積416.80平方公里，2005年人口31,360人。
下為宜寧邑及十二面。

## 歷史
757年起稱宜寧至今。1982年4月27日一名叫禹範坤的警察在那裡製造了一宗連環兇殺案，最後自盡。

## 友好城市
- 庆尚南道泗川市
- 全羅南道務安郡
- 首爾特別市龍山區
- 中国山东省聊城市